# Herrera (ort i Argentina)
Herrera är en ort i Argentina.   Den ligger i provinsen Entre Ríos, i den centrala delen av landet, 240 km norr om huvudstaden Buenos Aires. Herrera ligger 51 meter över havet och antalet invånare är 1 587.
Terrängen runt Herrera är mycket platt. Runt Herrera är det glesbefolkat, med 19 invånare per kvadratkilometer.. Närmaste större samhälle är Caseros, 14,0 km öster om Herrera.
Trakten runt Herrera består i huvudsak av gräsmarker.